# بنجامين بيني
بنجامين بيني (بالإنجليزية: Benjamin Benny)‏ هو كاتب عدل ‏ وسياسي أسترالي، ولد في 21 أكتوبر 1869 في أستراليا، وتوفي في 10 فبراير 1935 في أديلايد في أستراليا. حزبياً، نشط في Nationalist Party (Australia) ‏. وقد انتخب عضو مجلس الشيوخ الأسترالي ‏ عن دائرة جنوب أستراليا ‏ (1 يوليو 1920 – 26 يناير 1926).